# パトリック・タトポロス
パトリック・タトポロス（Patrick Tatopoulos、1957年9月25日 - ）は、アメリカ合衆国のプロダクションデザイナー、キャラクターデザイナー、特殊効果スタッフ。
主にアクション映画やSF映画、ホラー映画におけるプロダクションデザインおよびクリーチャーデザインを数多く手掛けており、2009年の『アンダーワールド ビギンズ』では監督を務めた。
ギリシャ語読みのタトプロスと表記される場合もある。

## 人物
アメリカ版『GODZILLA』ではゴジラのデザインを担当したことに敬意を表し、映画本編の主人公である学者の名前が「ニック・タトポロス」にされた。しかし、劇中で『何でプロポーズを断ったの? 名前が変だったから?』という失礼千万なセリフが存在し、また登場人物の多くも名前をまともに発言できないという描写もあった。
フランス人とギリシア人のハーフであり、フランス語、ギリシア語、英語を流暢に話せる。

## 主な参加作品
2021年
- ジャスティス・リーグ:ザック・スナイダーカット（プロダクションデザイン）

2019年
- マレフィセント2（プロダクションデザイン）

2017年
- ジャスティス・リーグ（プロダクションデザイン）

2016年
- バットマン vs スーパーマン ジャスティスの誕生（プロダクションデザイン）

2014年
- 美女と野獣（クリーチャーデザイン）
- 300 〈スリーハンドレッド〉 〜帝国の進撃〜（プロダクションデザイン）

2013年
- リディック: ギャラクシー・バトル（クリーチャーデザイン）

2012年
- トータル・リコール（プロダクションデザイン）
- サイレントヒル: リベレーション3D（クリーチャーデザイン）

2009年
- 2012（特殊効果）
- ブラッド・クリーク（特殊効果）
- ソロモン・ケーン（クリーチャーデザイン・監修）
- アンダーワールド ビギンズ（監督）

2008年
- アウトランダー（クリーチャーデザイン）
- パラサイト・バイティング 食人草（クリーチャーデザイン）
- 紀元前1万年（クリーチャーデザイン）

2007年
- ブライアン・シンガーのトリック・オア・トリート（クリーチャーデザイン）
- アイ・アム・レジェンド（クリーチャーデザイン・監修）
- バイオハザードIII（クリーチャーデザイン）
- ダイ・ハード4.0（プロダクションデザイン）

2006年
- サイレントヒル（クリーチャーデザイン・監修）
- アンダーワールド: エボリューション（プロダクションデザイン、クリーチャーデザイン・監修）

2005年
- 地獄の変異（クリーチャーデザイン・監修）

2004年
- アイ,ロボット（プロダクションデザイン、ロボットのデザイン）
- ヴァン・ヘルシング（クリーチャーコンセプト・デザイン）
- リディック（クリーチャーコンセプト・デザイン）
- エイリアンVSプレデター（ビジュアル・コンサルタント）

2003年
- アンダーワールド（クリーチャーデザイン・制作・監修）

2002年
- インプラント（クリーチャーデザイン・監修）

2000年
- ピッチブラック（クリーチャーデザイン・監修）
- スーパーノヴァ（クリーチャーデザイン）
- バトルフィールド・アース（プロダクションデザイン、クリーチャーデザイン）

1998年
- GODZILLA（ゴジラのデザイン・監修）

1996年
- インデペンデンス・デイ（プロダクションデザイン、エイリアンのデザイン・監修）

1995年
- セブン（イラスト）

1994年
- スターゲイト（特殊効果監修）